# Honoo no Toukyuuji: Dodge Danpei
Honoo no Toukyuuji: Dodge Danpei  (яп. 炎の闘球児・ドッジ弾平) — японская спокон-манга о вышибалах, автором которой является Тэцухиро Косита, публиковалась в журнале CoroCoro Comic с 1989 по 1995 года. По мотивам манги был выпущен аниме-сериал, который транслировался по телеканалу TV Tokyo с 14 октября 1991 года по 21 сентября 1992 года. Всего выпущено 47 серий аниме. Сериал также транслировался на территории Италии, Испании и Польши.

## Сюжет
Сюжет разворачивается вокруг Итигэки Дампэя, талантливого вышибалу, сына знаменитого умершего чемпиона по доджболу. Итигэки, несмотря на юный возраст, попадает в профессиональную команду по доджболу. После изнурительных и долгих подготовок мальчику удаётся утвердить свою нишу в команде. Итигэки наследует от своего отца особую технику — «огненный удар», благодаря которой он стал знаменитым игроком. По мере развития сюжета Итигэки удаётся попасть в международный турнир.

## Роли озвучивали
- Норико Хидака — Итигэки Дампэй
- Аяко Сирайси — Тамако/Ханада
- Тика Сакамото — Куройва Тацуя
- Фумико Сирайси — Ханада
- Хидэнари Угаки — Хидзитака Масару
- Хидэтоси Накамура — Адзума
- Хидэюки Умэдзу — Тояма
- Дзюн Накахара — Рико Тома
- Дзюньити Канэмару — Фууми
- Киёюки Янада — Микаса